# 채병찬
채병찬(3월 29일 ~ )은 대한민국의 배우이다.

## 학력
- 성균관대학교 연기예술 학사[2]

## 출연 작품

### 영화
- 《베테랑》 (2015년) - 조태진 역 (첫 천만영화)
- 《굿모닝 프레지던트》 (2009년) - 남자 대학생 역

### 드라마
- 《귀신 보는 형사 처용》 (2014년, OCN) - 최규환 역
- 《공주의 남자》 (2011년, KBS2)
- 《KBS 드라마 스페셜 연작 시리즈 - 완벽한 스파이》 (2011년, KBS2) - 태수 역
- 《강력반》 (2011년, KBS2)
- 《키스 앤 더 시티》 (2010년, SBS Plus)
- 《성균관 스캔들》 (2010년, KBS2) - 강무 역
- 《조선추리활극 정약용》 (2009년, OCN) - 서훈 역
- 《아가씨를 부탁해》 (2009년, KBS2)
- 《아내와 여자》 (2008년, KBS2)
- 《드라마시티 - 실연 복수 전문가 Miss 조》 (2008년, KBS2) - 준호 역
- 《유리의 성》 (2008년, SBS)

### 뮤직비디오
- 2NB - 뻔한여자 (2009년)
- 정철 - 결혼 (2008년)
- 김동희 - 이제서야 (2008년)